# Anilios leucoproctus
Espèce
Synonymes
- Typhlops leucoproctus Boulenger, 1889
- Ramphotyphlops leucoproctus (Boulenger, 1889)

Anilios leucoproctus est une espèce de serpents de la famille des Typhlopidae. 

## Répartition
Cette espèce se rencontre dans le sud de la Nouvelle-Guinée et au Queensland en Australie.

## Publication originale
- Boulenger, 1889 : Descriptions of new Typhlopidæ in the British Museum. Annals and Magazine of Natural History, sér. 6, vol. 4, p. 360-363 (texte intégral).